# Jevgenij Lvovič Švarc
Jevgenij Lvovič Švarc (rusky Евгений Львович Шварц; 9.jul./ 21. října 1896greg., Kazaň, Rusko – 15. ledna 1958, Leningrad, Sovětský svaz) byl ruský dramatik, prozaik, básník, filmový scenárista a autor knih pro děti. Vytvořil přibližně 25 divadelních her, mezi které patří například Drak, Stín, Poklad či Popelka.

## Život
Narodil se v Kazani v rodině pravoslavného žida, lékaře Lva Borisoviče Švarce a Marie Fjodorovny Šelkové. Dětská léta a mládí strávil v Majkopu. Byl studentem právnické fakulty univerzity v Moskvě, kterou však nedostudoval kvůli hereckým ambicím.
Zprvu vystupoval ochotnicky, poté se stal členem rostovské skupiny Divadelní dílna, působící v Petrohradě. Kritici vyzdvihovali vynikající herecké schopnosti mladého Švarce, ale v roce 1923 scénu opustil a stal se sekretářem významného Nikolaje Čukovského, který mu pomáhal v literárních otázkách. V letech 1923-1924 byl novinářem, pracoval společně s M. Slonimským v redakci časopisu Kočegarka v Donbasu. Po návratu do Petrohradu začal působit v redakci dětských časopisů Jož a Čiž pod vedením Samuila Maršaka. Redaktorská práce přispěla ke zformování Švarcovy literární osobnosti.
Roku 1924 působil v leningradském oddělení dětské literatury Státního nakladatelství, pro které psal příspěvky do časopisů a knihy ve verších i v próze. První knihu pro děti Rasskaz staroj balalajki (Vyprávění staré balalajky) napsal roku 1925 a považoval ji za začátek své umělecké dráhy. Velmi často se autor inspiroval již zpracovanými náměty – například Nahý král (1934) byl napsán na motivy pohádek Hanse Christiana Andersena.
Jeho první divadelní hra Unděrvud (Underwood) byla napsána v roce 1929. V roce 1933 napsal hru Klad (Poklad). V těchto hrách jsou pohádkové motivy včleňovány do soudobé reality. V roce 1940 napsal drama Těň (Stín), které představovalo politickou satiru. Poté pracoval nad řadou realistických děl na současná témata.
Zemřel 15. ledna 1958 v Leningradě, je pohřben na Bogoslovském hřbitově.
O spisovateli a jeho tvorbě bylo natočeno několik dokumentárních filmů.

## Dílo
- Rasskaz staroj balalajki (Vyprávění staré balalajky) (1925)
- Unděrvud (Underwood) (1929)
- Klad (Poklad) (1933)
- Golyj korol (Nahý král) (1934)
- Sněžnaja koroleva (Sněhová královna) (1938)
- Doktor Ajbolit (Doktor Bolíto) (1939)
- Těň (Stín) (1940)
- Kukolnyj gorod (Město hraček) (1940)
- Skazka o potěrjannom vremeni (Pohádka o ztraceném čase) (1940)
- Drakon (Drak) (1944)
- Zoluška (Popelka) (1947)
- Pervoklassnica (Odvážná školačka) (1949)
- Dva klena (Dva javory) (1953)
- Obyknovennoje čudo (Úplně normální zázrak) (1954)
- Don Kichot (Don Quiote) (1957)
- Pověsť o molodych suprugach (Novomanželé) (1958)
- Car Vodokrut (Mořský car) (1961)